# Blaue Karte EU
Die Blaue Karte EU (französisch Carte bleue européenne) ist der von einem Mitgliedstaat der Europäischen Union erteilte Nachweis bzw. ein Nachweisdokument für den legalen Aufenthalt (Aufenthaltstitel) von Angehörigen von Drittstaaten zum Zwecke der Erwerbstätigkeit. Der Begriff der Blue Card wurde durch den Think Tank Bruegel geprägt, analog zur Green Card in den USA und mit Bezug zum Blau der Europaflagge.
Die Blaue Karte EU fußt ursprünglich auf der Richtlinie 2009/50/EG und sollte insbesondere hochqualifizierten Drittstaatsangehörigen den Aufenthalt in der EU ermöglichen. Die innerhalb der Europäischen Kommission erwogenen Gründe für die Einführung dieser Karte waren das zukünftig erwartete Fehlen qualifizierter Personen in einigen Beschäftigungssektoren sowie die unterschiedlichen Modalitäten der Zulassung in den Mitgliedstaaten. Gleichwohl ließ die Richtlinie die nationalen Zulassungsregeln unberührt. Die Richtlinie (EU) 2021/1883 vom 20. Oktober 2021 trat am 17. November 2021 in Kraft und löst die Richtlinie 2009/50/EG mit Wirkung zum 19. November 2023 ab.

## Richtlinie 2009/50/EG
Die Richtlinie 2009/50/EG betrifft ausdrücklich nicht Drittstaatsangehörige, die auf Grund internationaler Verpflichtungen Schutz genießen, die sich wegen eines Forschungsaufenthalts in der Europäischen Union befinden, die im Rahmen des Familiennachzugs einreisen oder die nicht abgeschoben werden können (weitere Gründe in Art. 3).
Den Inhabern der Blauen Karte EU soll das gleiche Entgelt wie den Unionsbürgern in vergleichbarer Position zugestanden werden, Ansprüche auf Berufsbildung oder Sozialhilfe werden davon aber nicht berührt, wenn auch eine Gleichstellung bei den sozialen Transferleistungen angestrebt wird.
Die Blaue Karte ist auf ein bis vier Jahre befristet. Das Format ist einheitlich und entspricht der Verordnung (EG) Nr. 1030/2002. Die Richtlinie musste bis zum 19. Juni 2011 in allen Staaten der Europäischen Union umgesetzt worden sein.

## Richtlinie 2021/1883
Die Reform der Blauen Karte EU, die im November 2023 in Kraft trat, bringt einige wichtige Änderungen für Fachkräfte mit sich: 
1. Gesenkte Gehaltsschwellen: Die Mindestverdienstgrenze für Regelberufe beträgt nun 43.800 EUR brutto im Jahr (50 Prozent der jährlichen Beitragsbemessungsgrenze in der allgemeinen Rentenversicherung). Bei Mangel- oder Engpassberufen liegt die Gehaltsschwelle noch niedriger.
2. Erweiterter Personenkreis: Berufseinsteiger und IT-Spezialisten können ebenfalls eine Blaue Karte erhalten. Letztere benötigen keinen Hochschulabschluss, müssen aber mindestens drei Jahre vergleichbare Berufserfahrung nachweisen.
3. Kürzere Mindestlaufzeit: Arbeitsverträge müssen nun mindestens sechs Monate dauern, anstatt der bisherigen zwölf Monate.
4. Vereinfachter Wechsel zwischen EU-Staaten: Nach zwölf Monaten können Fachkräfte in einem vereinfachten Verfahren in einen anderen EU-Staat wechseln.
5. Familienangehörige und anerkannte Flüchtlinge: Familienangehörige von Blue-Card-Inhabern dürfen jederzeit einreisen und arbeiten. Zudem können hochqualifizierte Flüchtlinge innerhalb der EU einen Antrag auf eine Blaue Karte stellen.

2019 haben die EU-Staaten 19.000 neue Blue Cards ausgegeben, die Vereinigten Staaten 140.000.

### Umsetzung der Richtlinie in Deutschland

#### Gesetzliche Voraussetzungen

Muster einer Blauen Karte EU (Vorderseite) in der ab 1. September 2021 gültigen Fassung

In Deutschland wurde die Richtlinie 2009/50/EG durch das Gesetz zur Umsetzung der Hochqualifizierten-Richtlinie der Europäischen Union mit Wirkung vom 1. August 2012 umgesetzt, mit dem das Aufenthaltsgesetz, die Beschäftigungsverordnung und andere Rechtsvorschriften geändert werden. Zuletzt hat sich die Rechtslage durch Inkrafttreten eines erheblichen Teils des Gesetzes zur Weiterentwicklung der Fachkräfteeinwanderung am 18. November 2023 umfassend geändert. Die näheren Erteilungsvoraussetzungen der Blauen Karte EU finden sich in § 18g AufenthG. Das nach § 18g Abs. 1 AufenthG erforderliche Gehalt, das der Hochqualifizierte mindestens beziehen muss, beträgt die Hälfte, in einigen Fällen (sogenannte Mangelberufe) 45,3 % der jährlichen Beitragsbemessungsgrenze der allgemeinen Rentenversicherung (§ 2 Abs. 1 und 2 BeschV). Auf eine Vorrangprüfung wird verzichtet.
Die Blaue Karte EU wird in Deutschland in Form eines elektronischen Aufenthaltstitels erteilt.
Im Jahr 2023 beträgt die Beitragsbemessungsgrenze in der allgemeinen Rentenversicherung 87.600 Euro im Jahr bzw. 7.300 Euro monatlich (§§ 3 und 4 Abs. 2 der Sozialversicherungs-Rechengrößenverordnung 2023). Demzufolge muss der Hochqualifizierte mindestens 43.800 Euro (oder im Falle der 45,3-%-Grenze für Mangelberufe: 39.682,80 Euro) im Jahr verdienen. Zu den Mangelberufen zählen hierbei Naturwissenschaftler, Mathematiker, Ingenieure, Humanmediziner und Tierärzte sowie akademische Fachkräfte in der Informations- und Kommunikationstechnologie und Führungskräfte in der Logistik und der Kinder- oder Altenbetreuung.
§ 27 AufenthG sieht einen Familiennachzug zu Ausländern, die eine Blaue Karte EU besitzen, und die Möglichkeit der Erwerbstätigkeit für nachziehende Familienmitglieder vor. Informationen zur Blauen Karte und ihren Möglichkeiten gibt u. a. das Bundesamt für Migration und Flüchtlinge (BAMF) oder das Bundesministerium für Arbeit und Soziales (BMAS).
Für die Blaue Karte EU Deutschland sind keine Kenntnisse der deutschen Sprache nachzuweisen. Inhaber einer Blauen Karte EU können bei einfachen Deutschkenntnissen (entspricht gemäß § 2 Abs. 9 AufenthG dem Niveau A1 des Gemeinsamen Europäischen Referenzrahmens für Sprachen GER) nach 33 Monaten eine Niederlassungserlaubnis nach § 18c Abs. 2 Satz 1 AufenthG beantragen, bei Vorliegen ausreichender deutscher Sprachkenntnisse (entsprechend § 2 Abs. 11 AufenthG das Sprachniveau B1) verkürzt sich die Wartefrist für die Niederlassungserlaubnis (nach § 18c Abs. 2 Satz 3 AufenthG) auf 21 Monate.

#### Statistik
Die Zahl der pro Jahr erteilten Blauen Karten EU ist in Deutschland seit ihrer Einführung kontinuierlich gestiegen (Stand: 2019). Im Jahr 2017 kamen die Antragsteller überwiegend aus Indien (5.253), China (2.079), der Russischen Föderation (1.382), der Türkei (1.022) und der Ukraine (893).
| Jahr           | 2013   | 2014   | 2015   | 2016   | 2017   | 2018   | 2019   |
| -------------- | ------ | ------ | ------ | ------ | ------ | ------ | ------ |
| Blaue Karte EU | 11.290 | 11.848 | 14.468 | 17.362 | 21.727 | 27.241 | 31.220 |

### Kritik
Der Nutzen der Blauen Karte EU für den Arbeitsmarkt ist umstritten. Vor allem Gewerkschaften sehen sie als Einladung zum Lohndumping. Bis Ende 2013 entstanden rund 7.000 Beschäftigungsverhältnisse im Rahmen der Blauen Karte EU, wovon sich ein Großteil der Antragsteller zuvor im Rahmen anderer Programme bzw. als Studierende an deutschen Hochschulen im Land befand. Daher wurde eine Absenkung der Lohngrenzen erwogen.
Im Jahre 2015 wurden in Deutschland rund 14.500 Karten ausgegeben. Damit entfallen 87 % aller Blue Cards in der EU auf Deutschland – vor Frankreich, das als Aufnahmekriterium die Kenntnis der Landessprache erwartet.
In Relation zur eigenen Bevölkerung kommt außer Deutschland nur Luxemburg auf eine nennenswerte Größenordnung.

## Bestrebungen einer EU-weiten Vereinheitlichung
Die meisten EU-Staaten bevorzugen nationale Zuwanderungsregeln. So führte Österreich mit der Rot-Weiß-Rot-Karte ein eigenes Punktesystem ein.
Die Europäische Kommission möchte hingegen im Rahmen der Europäischen Migrationsagenda
- den Wechsel des Arbeitsplatzes in der EU erleichtern
- die Gehaltsgrenze absenken
- ein Daueraufenthaltsrecht schneller gewähren
- den Aufenthaltstitel auch hochqualifizierten Flüchtlingen gewähren
- Blue-Card-Regelungen EU-weit vereinheitlichen[17]

Ende 2017 stand zur Diskussion, die bisherigen Einkommensgrenzen und Anforderungen an die Arbeitsverträge der „Blue Card“-Bewerber zu senken. Die EU-Kommission schlug vor, den Mitgliedstaaten zu ermöglichen, eine untere Einkommensgrenze festzulegen, die zwischen dem Durchschnittsverdienst und dem 1,4-fachen dieses Wertes liegt, und die Mindestlaufzeit des Arbeitsvertrags von zwölf Monaten auf sechs Monate zu senken. Mit der EU-Richtlinie 2021/1883 wurde diesem Vorschlag zu großen Teilen entsprochen. Außerdem wurde dadurch die Richtlinie 2009/50/EG, in der die Blaue Karte EU ihren Ursprung hatte, mit Wirkung vom 19. November 2023 aufgehoben und durch neue, bewerberfreundlichere Regelungen im Sinne des Kommissions-Vorschlages ersetzt.

## Vorteile
Die Blaue Karte soll hochqualifizierten Arbeitskräften den Umzug in die Europäische Union erleichtern und bietet einige Vorteile gegenüber anderen Arten von Aufenthaltstiteln.
- Vereinfachtes Verfahren zur Erlangung eines Visums für den Umzug nach Deutschland
- Erlangung einer Niederlassungsbewilligung nach 33 Monaten, bei bestimmten Sprachkenntnissen bereits nach 21 Monaten
- Der Ehegatte des Inhabers der Blauen Karte muss beim Umzug keine Deutschkenntnisse nachweisen. Außerdem ist der Ehepartner berechtigt eine Erwerbstätigkeit auszuüben.